# Karlaplan, Stockholm

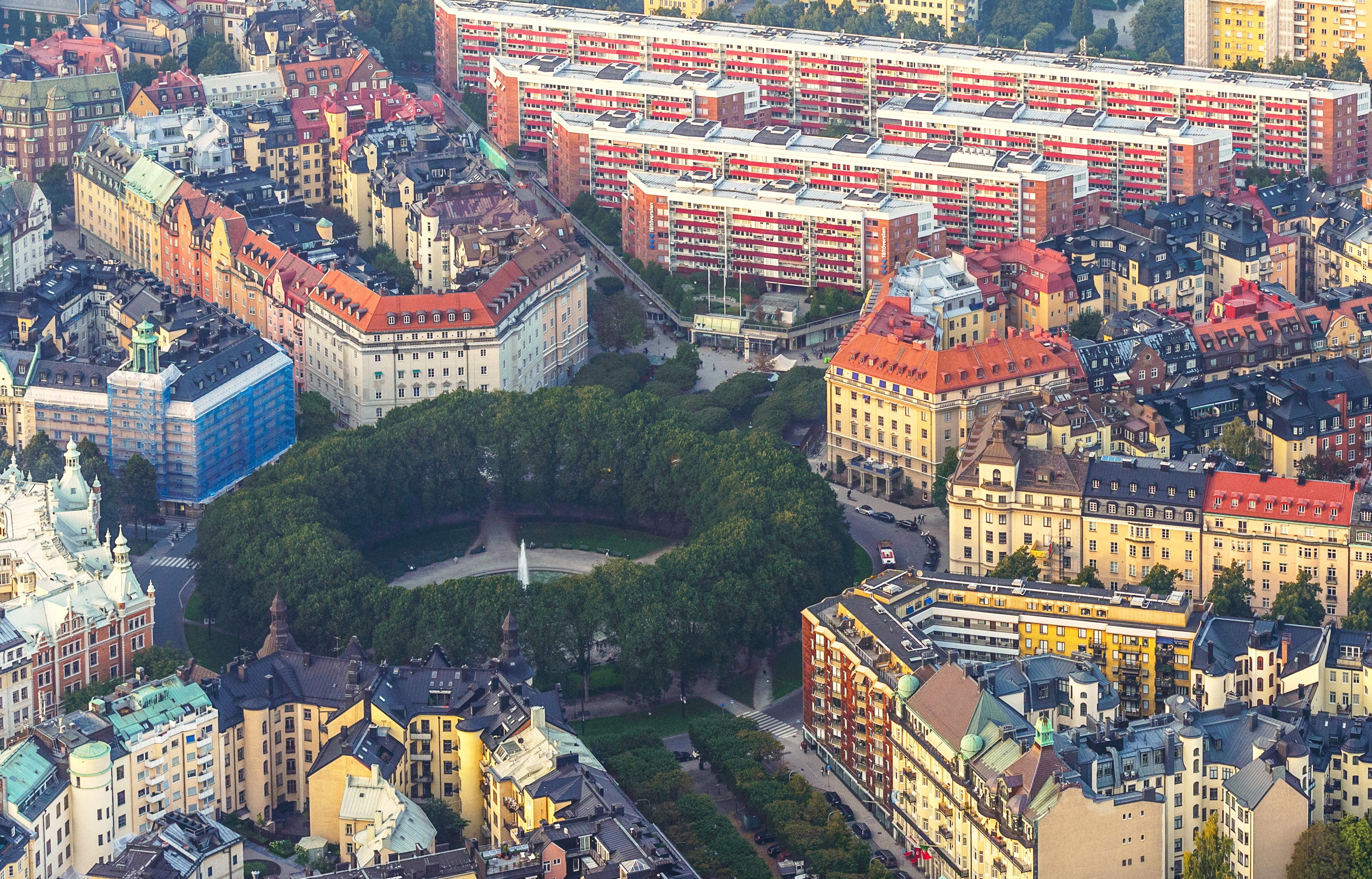
Karlaplan från luften i september 2014. I bakgrunden syns Fältöverstens stora komplex.

Karlaplan är en stjärnplats med en park och en fontän på Östermalm i centrala Stockholm. Där möts Karlavägen, Narvavägen, Östermalmsgatan, Lützengatan, Värtavägen och Styrmansgatan.

## Historik
Platsen fick sitt nuvarande namn samtidigt med Karlavägen i samband med namnrevisionen i Stockholm 1885. Namnvalet gick under kategorin fosterländska och historiska namn och skall hedra svenska konungar som Karl X Gustav, Karl XI och Karl XII.
Karlaplan som stjärnplats har sitt ursprung i Lindhagenplanen från 1866. Förebilden med en stjärnplats och därifrån utstrålande alléer kom från bland annat Place de l'Étoile i Paris och liknande platser i Wien och Berlin. Karlaplan började anläggas 1896 med gräsmatta och buskar på den tidigare Ladugårdslandstullens plats, även kallad Hökens port, efter Karl XI:s djurgårdsvaktare Lars Larsson Höök, som hade sin stuga här. Senare hovjägmästare hade sin bostad i Djursborg.
År 1886 planterades de första träden på “Carlaplanen”, som den då hette. 1905 fick dock en del av de nyplanterade lindarna bytas ut på grund av en gasläcka i marken. En planeringsskiss upprättad av Stockholms parkavdelning 1917 visar en liten cirkelformad grönanläggning utan fontän. Under första världskriget kompletterades planteringen med bland annat kastanjer och popplar. Under första världskrigets nödår uppläts gräsmattan för grönsaksodling, bland annat fanns här kål, som ett fotografi från 1917 illustrerar.
Parkavdelningens ursprungliga förslag med gångvägar och rabatter i traditionell stil bearbetades i slutet av 1920-talet av arkitekt Ragnar Hjorth. Hans förslag med en stor cirkulär bassäng och en fontän godkändes av stadens skönhetsråd och gatunämnden. 1930 började den 1100 m² stora fontänbassängen anläggas, som ligger något försänkt i förhållande till kringliggande gatunivå. Runt dammen planterades flera rader alléträd och häckväxter med gräsmatta däremellan. I dammen var det tillåtet för barn att bada eller "plaska" och den kraftfulla fontänen blev snart ett riktmärke för flanörerna på Karlavägen och Narvavägen.
Carl Milles Flygarmonumentet står i den norra delen av parken, vilket invigdes av prins Carl den 15 maj 1931. Den delen kallas numera Gösta Bohmans plats, uppkallad efter tidigare ekonomiministern och moderatledaren Gösta Bohman och invigd i juni 2009.

## Historiska bilder

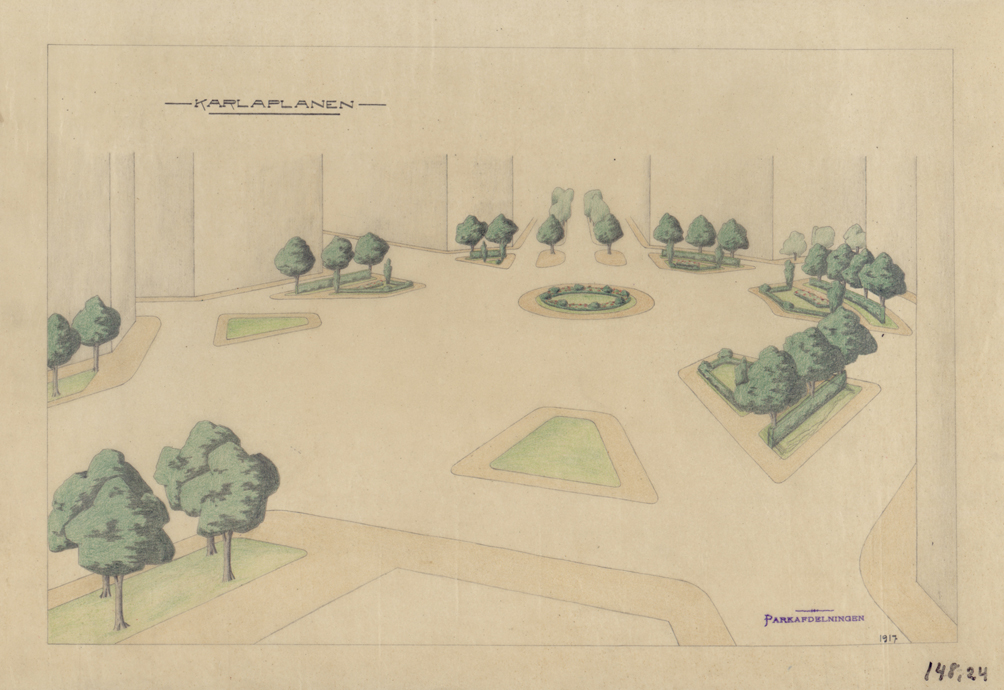
Planeringsskiss 1917.
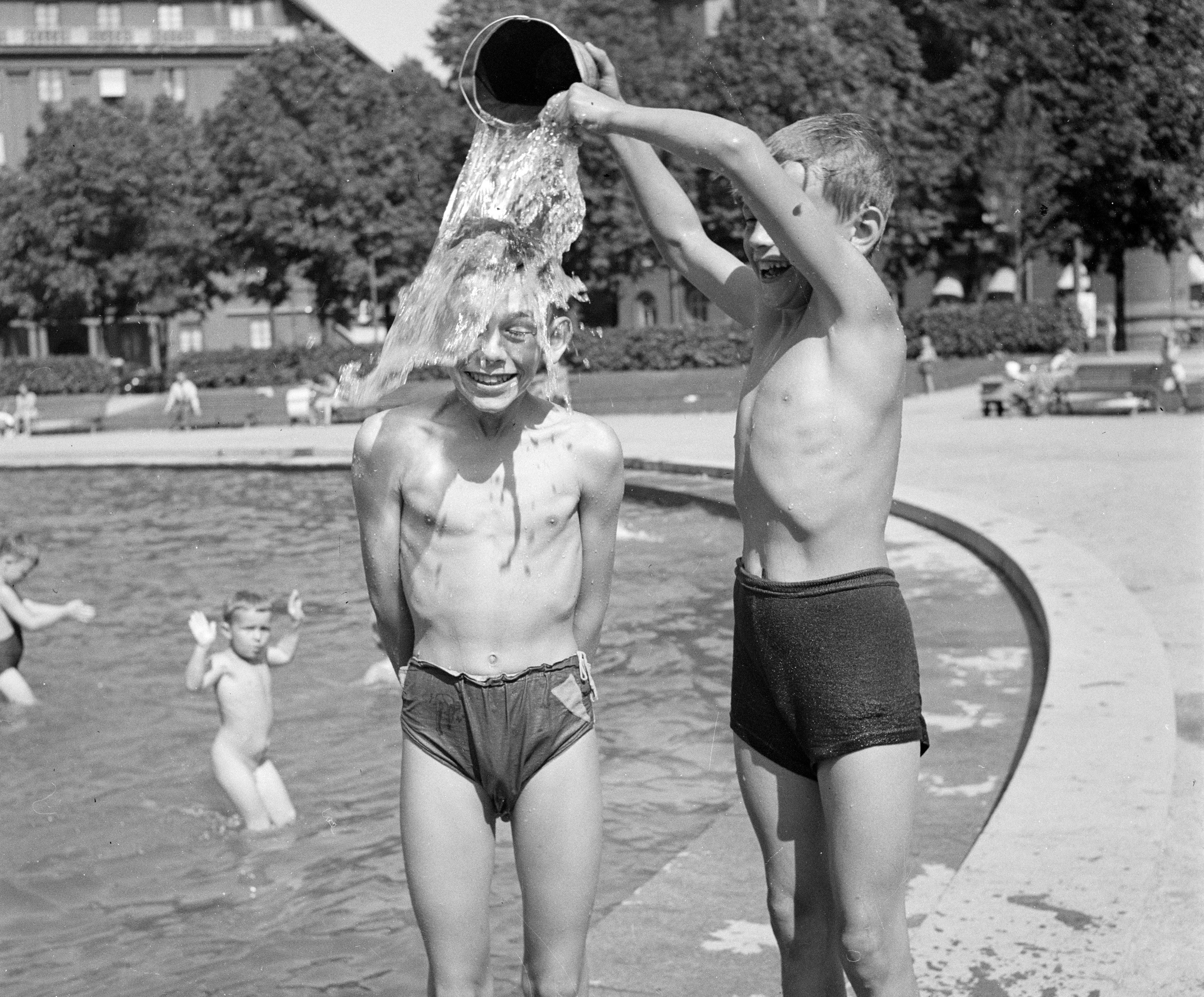
Ett bad i fontänen, 1944.
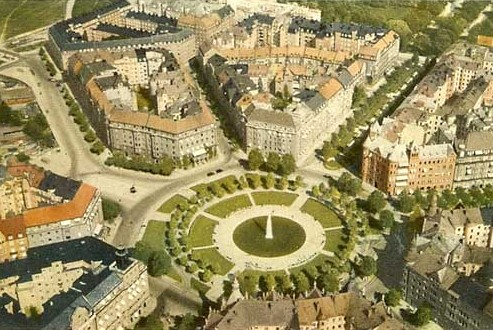
Från luften på 1940-talet.
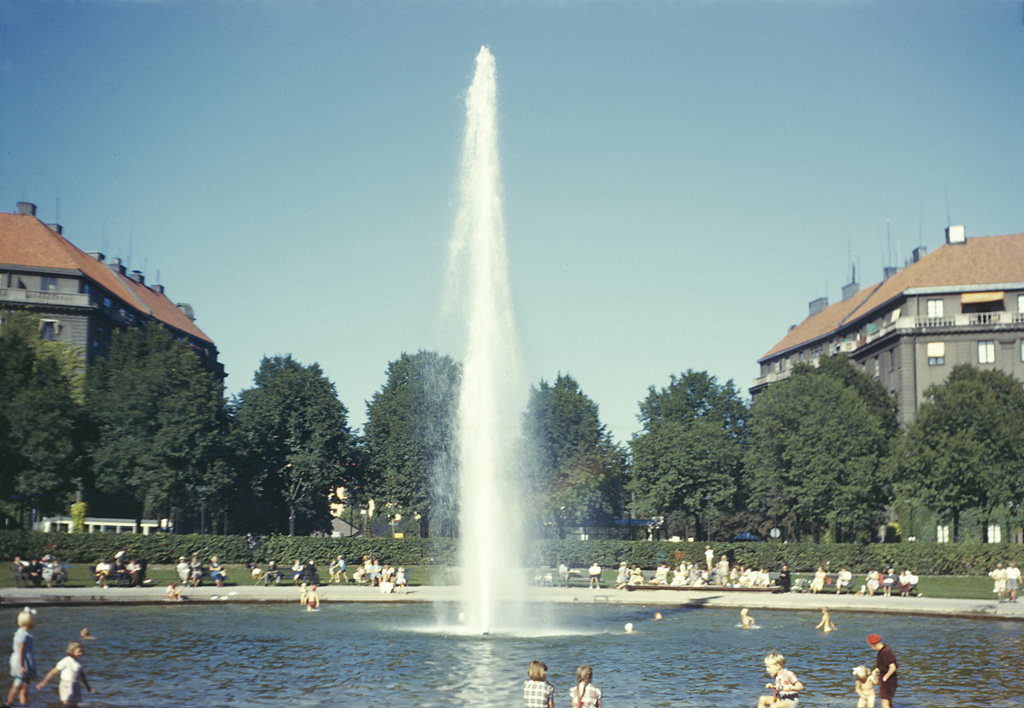
Karlaplan 1950.

## Kvarter runt Karlaplan

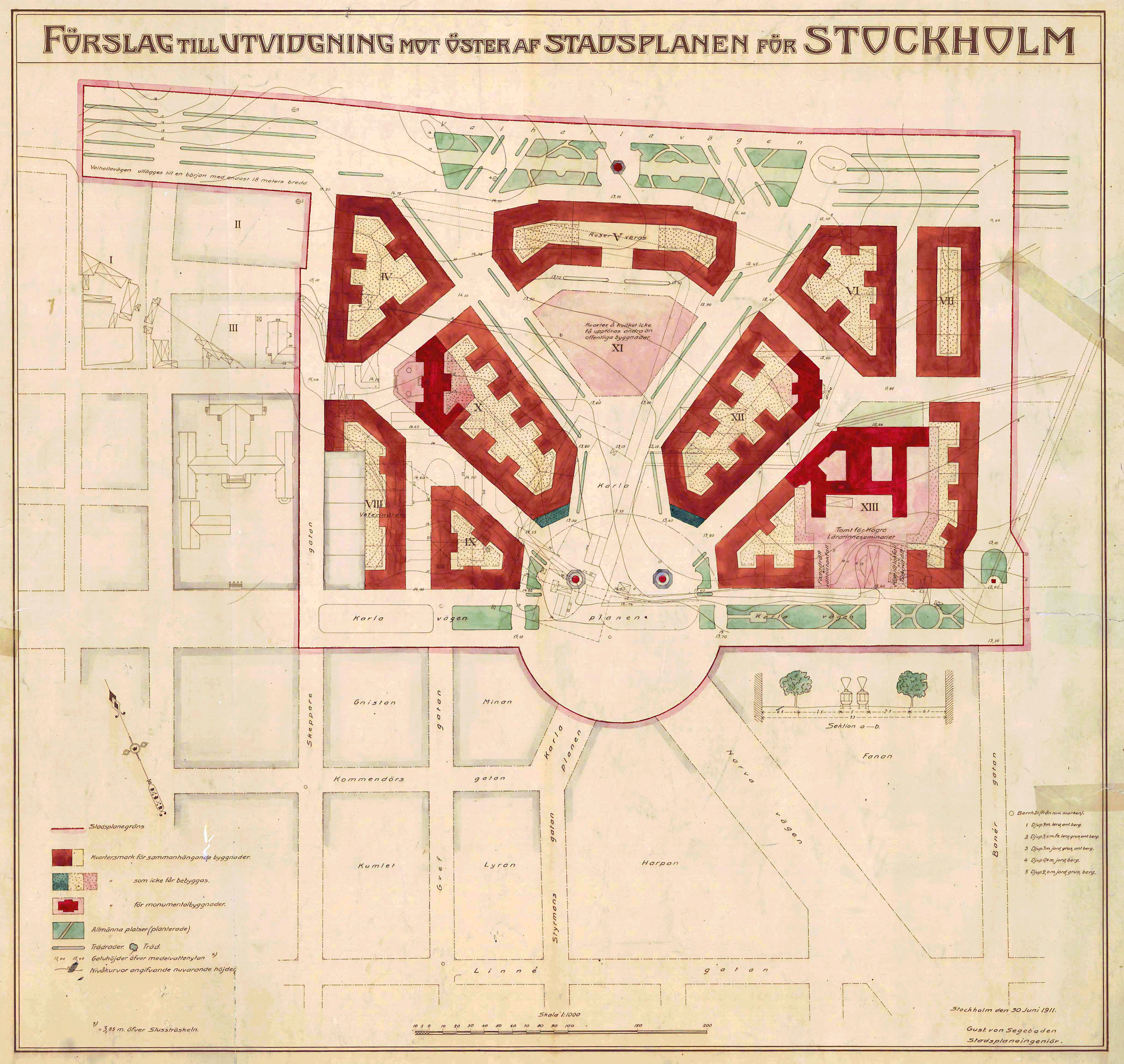
Den första stadsplanen från 1911 för kvarteren norr om Karlaplan.

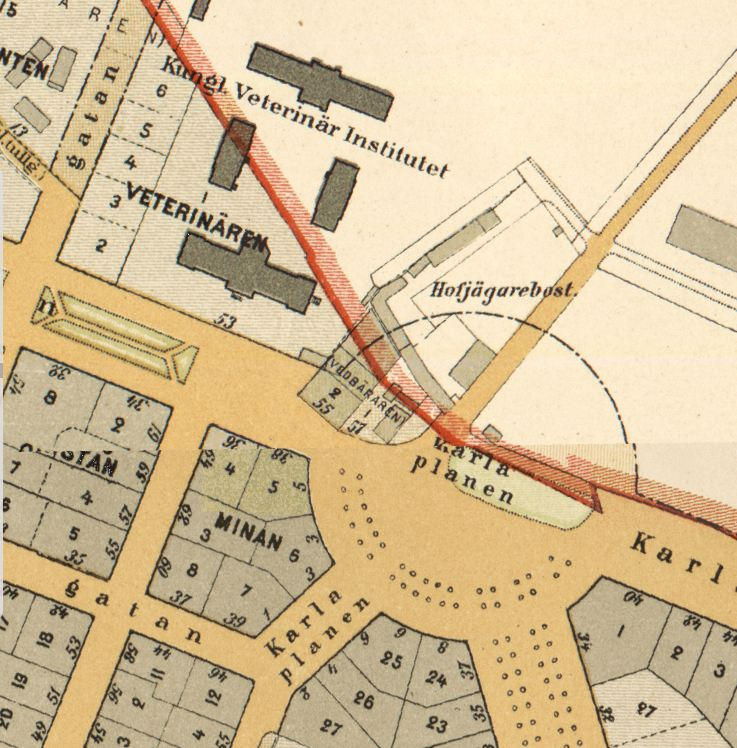
Karlaplan 1899

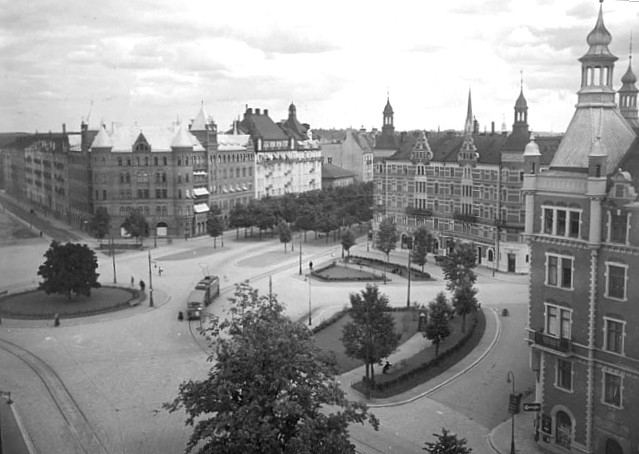
Karlaplan från Karlavägen 1919

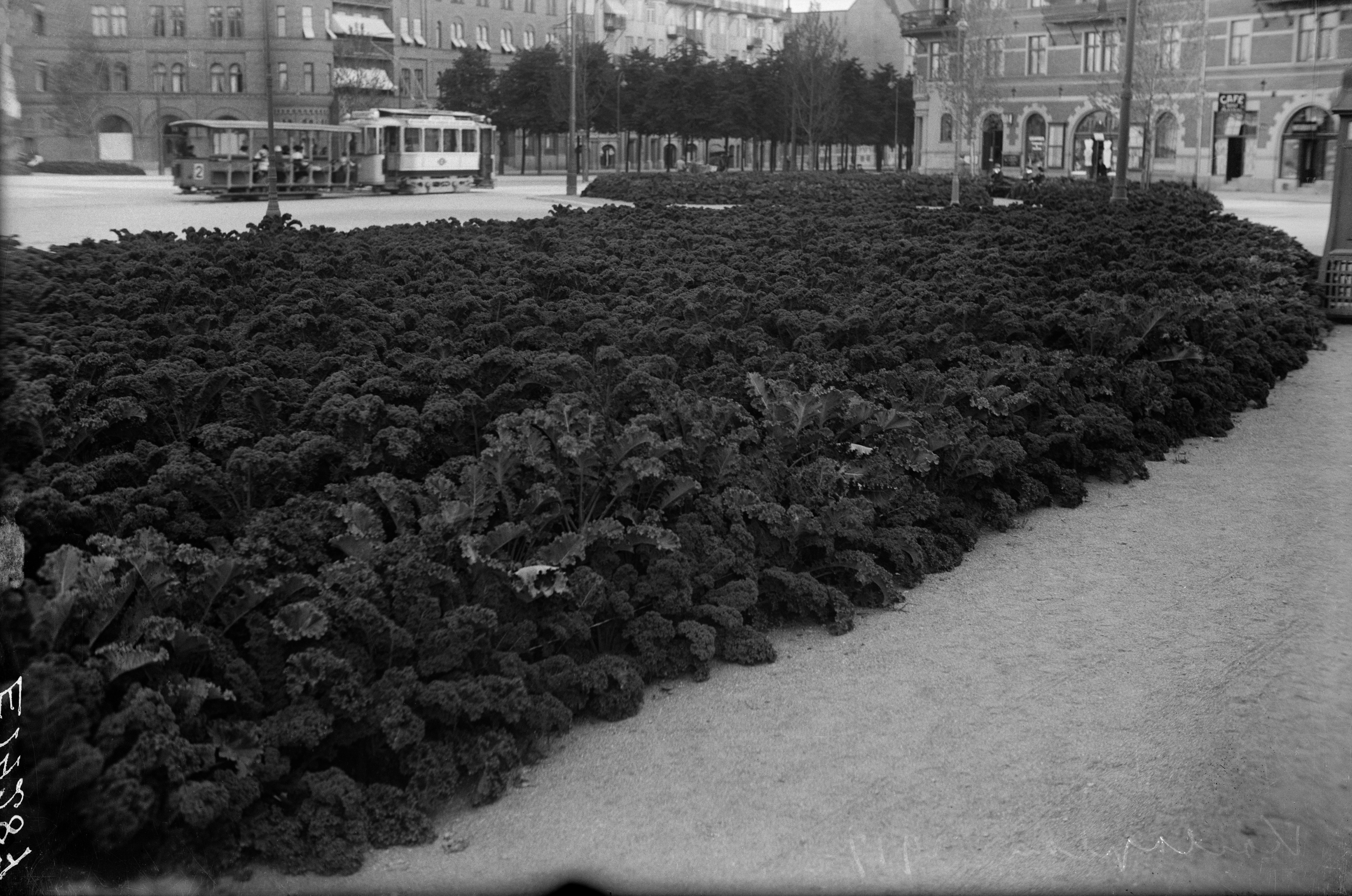
Kålodling på Karlaplan under första världskriget

Karlaplan omges av åtta kilformade kvarter som 1879 stadsplanerades första gången för området söder om Karlaplan och 1911 för området norr om Karlaplan. Sedan dess har flera anpassningar skett och nya stadsplaner fastställts.
Från norr, medurs:
- Djursborg
- Fältöversten
- Trumslagaren
- Musketören
- Fanan
- Harpan
- Minan
- Vedbäraren

## Husen runt Karlaplan
Till Karlaplan hör även en kort gatstump som utgör förlängningen av Styrmansgatan samt delen framför Fältöversten som numera heter Gösta Bohmans plats.
- Karlaplan 1, fastigheten Minan 7, uppfördes 1895 efter ritningar av arkitekt Oscar Holm.
- Karlaplan 2, fastigheten Harpan 27, uppfördes första gången 1889 och ersattes 1930 av Telegrafverket med en ny byggnad för att inrymma en automattelefonstation. För ritningarna svarade Lars Johan Lehming.
- Karlaplan 3–5, fastigheten Minan 9,uppfördes 1894 enligt arkitekten Ernst Stenhammars ritningar. Fastigheten är byggnadsminnesmärkt och blåmärkt av Stadsmuseet.
- Karlaplan 4, fastigheten Harpan 4, ritat 1956 av Ernst Grönwall för AB Radiotjänst och var plats för Karlaplansstudion, numera Maximteatern.
- Karlaplan 6-8, fastigheten Harpan 24 och 25 som också ritades av Ernst Stenhammar och stod färdig 1889. Fastigheten är blåmärkt av Stadsmuseet.
- Karlaplan 7, fastigheten Vedbäraren 19, uppfört 1925–1926 efter ritningar av Gustav Adolf Falk.
- Karlaplan 9, fastigheten Djursborg 11, uppfört 1921–1924 efter ritningar av arkitektkontoret Höög & Morssing.
- Karlaplan 10, fastigheten Fanan 1, här låg fram till 1969 det så kallade Strindbergshuset, där August Strindberg bodde 1901–1908. Huset stod färdigt 1896 och var det första vid Karlaplan ritat av arkitekterna Ludvig Pettersson och Ture Stenberg. Byggnaden revs efter omfattande protester och en nästan decennielång debatt. Nuvarande byggnad är från 1971.
- Karlaplan 11, fastigheten Djursborg 6, byggt 1916-1917 efter ritningar av Höög & Morssing.
- Karlaplan 12, fastigheten Musketören 10, byggt 1916–1919 efter ritningar av arkitektkontoret Hagström & Ekman.
- Karlaplan 14-16, fastigheten Trumslagaren 11, byggt 1920-1928 efter ritningar av arkitektkontoret Höög & Morssing.
- Karlaplan 15A, fastigheten Fältöversten 7 med Fältöverstens köpcentrum som byggdes i början av 1970-talet med Lennart Bergström som arkitekt.
- Karlaplan 18, fastigheten Trumslagaren 7, byggt 1920-1926 efter ritningar av arkitektkontoret Höög & Morssing.

### Bilder byggnader (urval)

Norr om Karlaplan
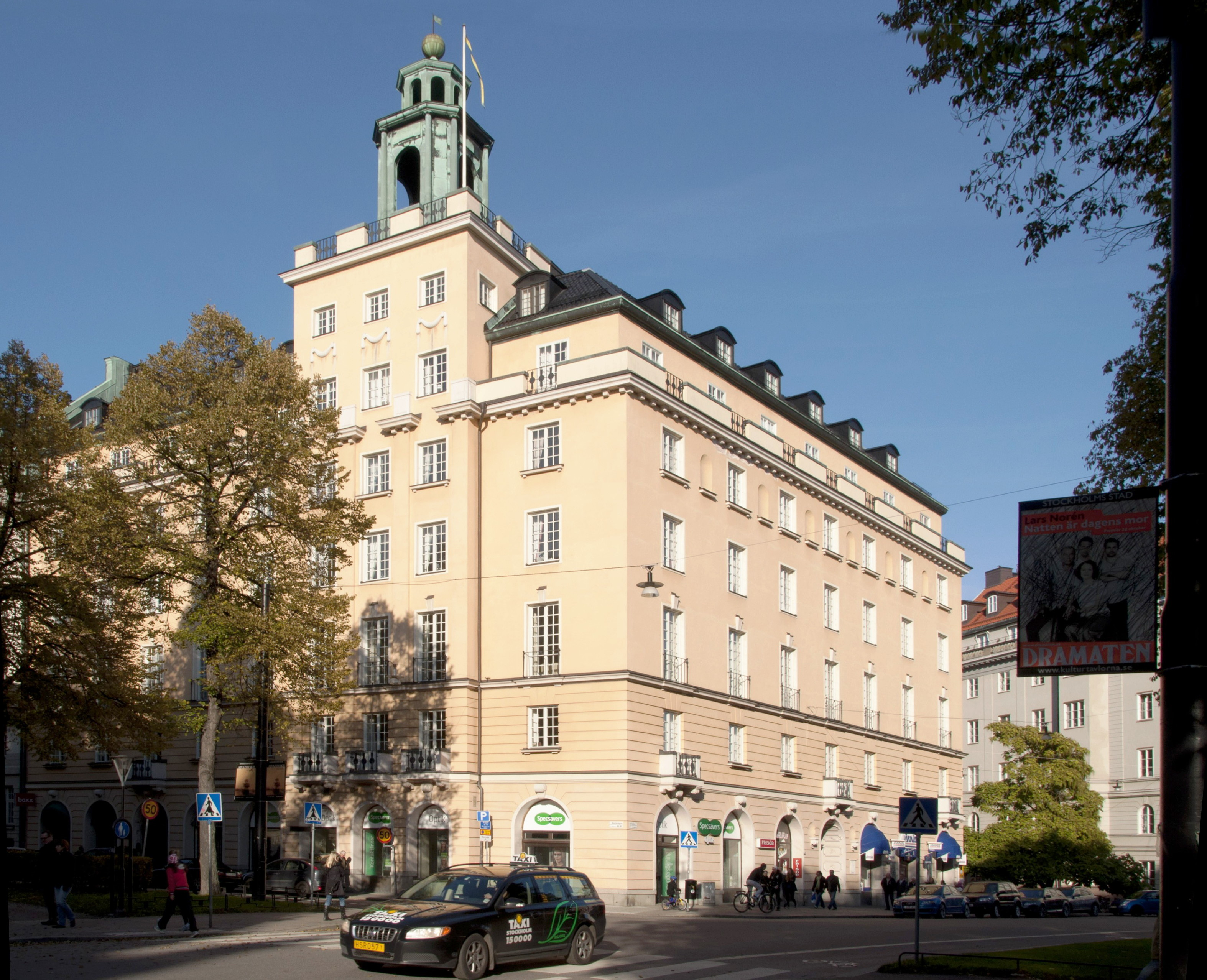
Karlaplan 7. (Vedbäraren 19)
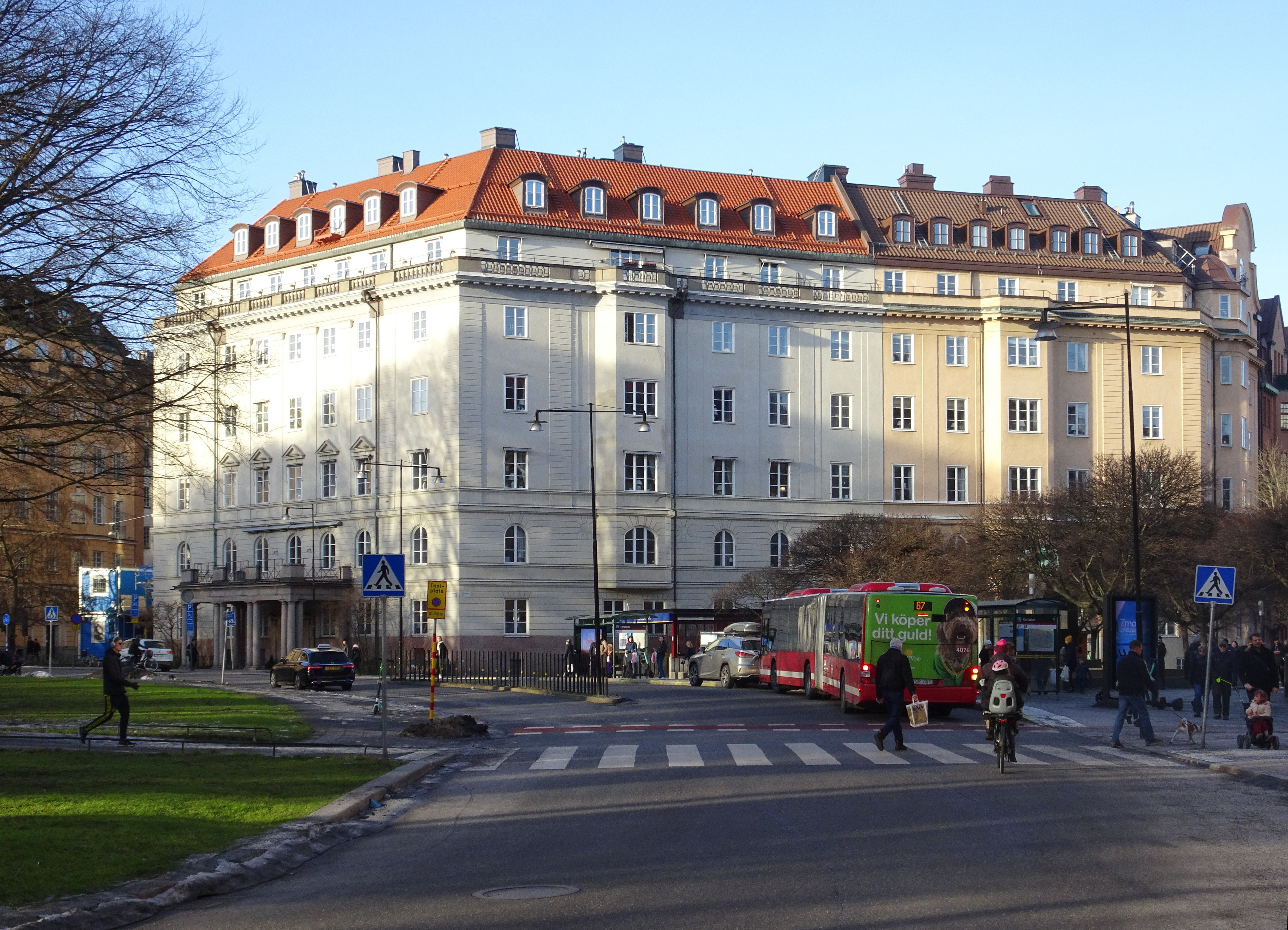
Karlaplan 9. (Djursborg 11)
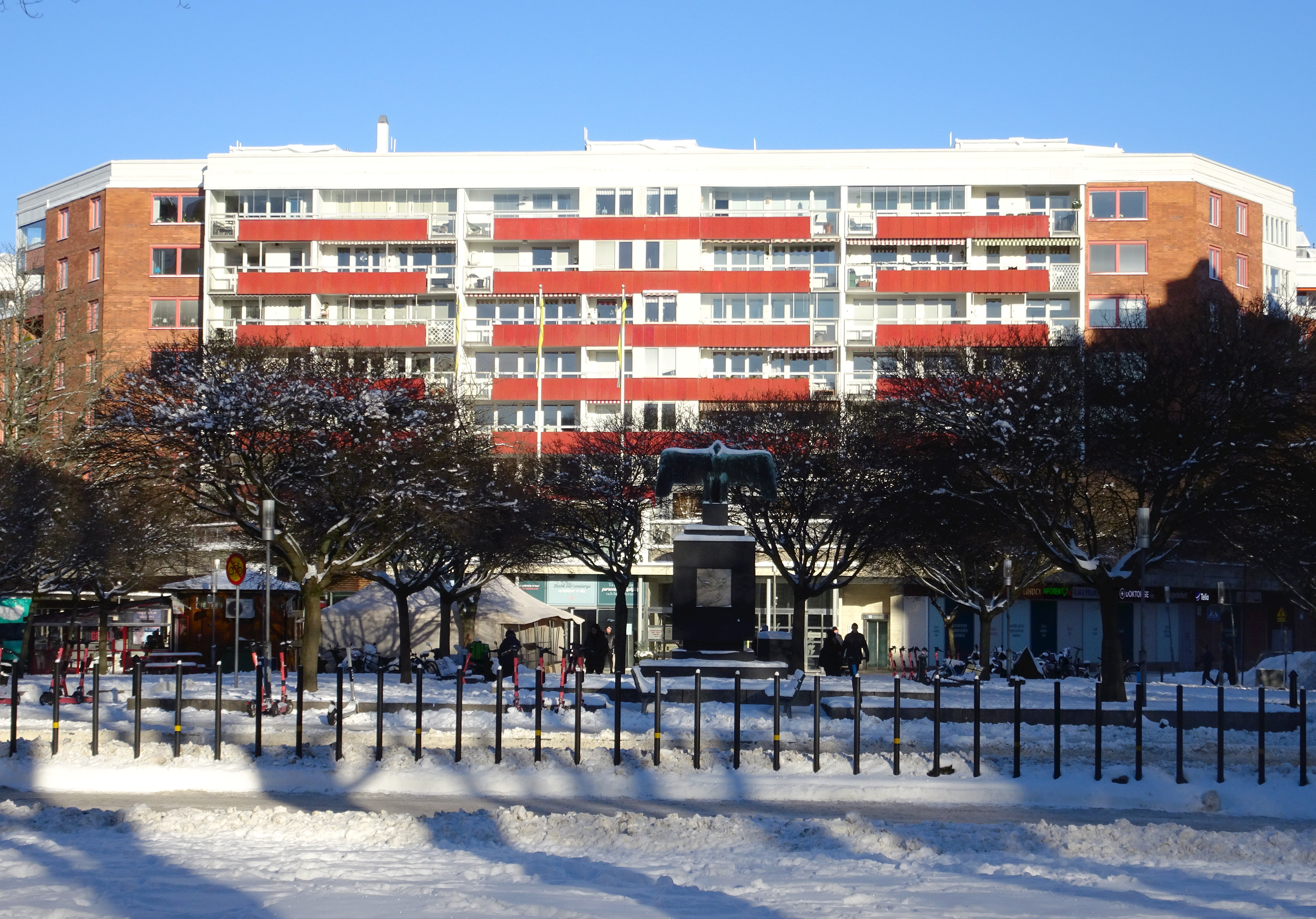
Karlaplan 15A. (Fältöversten)
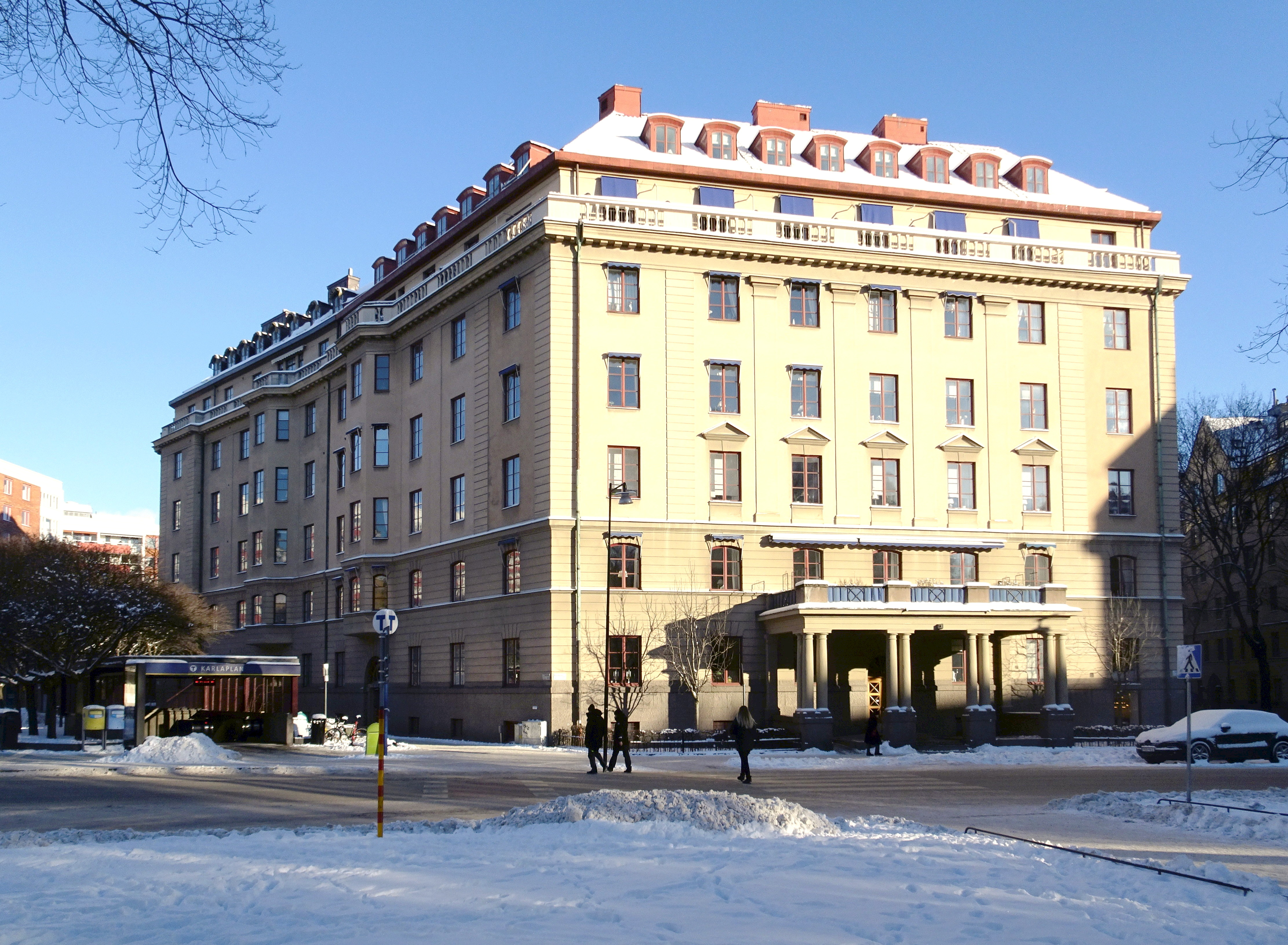
Karlaplan 14–16. (Trumslagaren 11)

Söder om Karlaplan
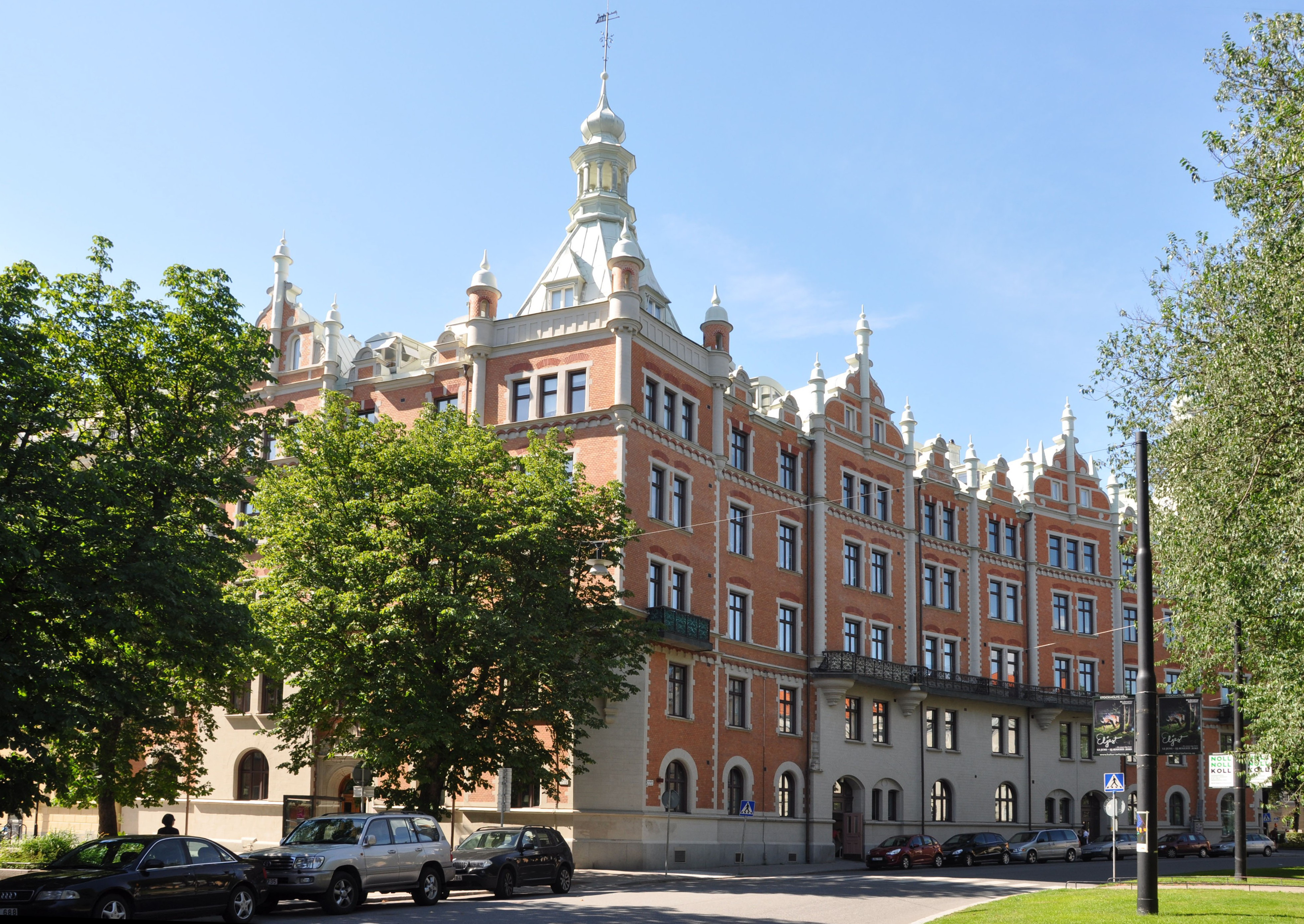
Karlaplan 3–5. (Minan 9)
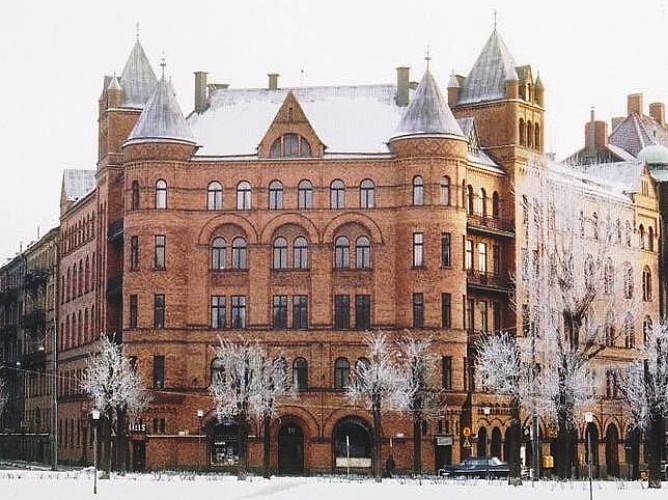
Karlaplan 10, Strindbergshuset (rivet 1969).
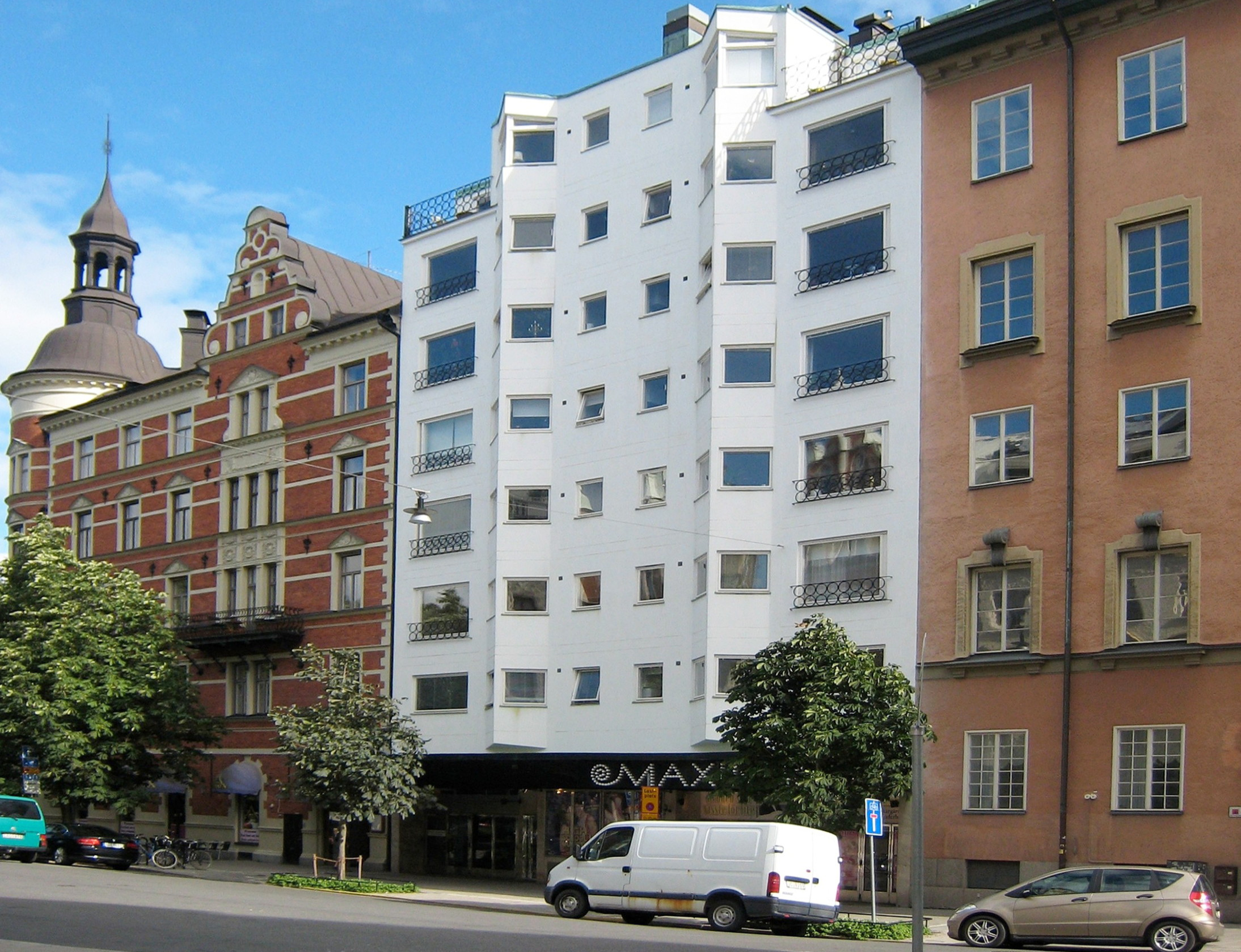
Karlaplan 4. (Harpan 4)
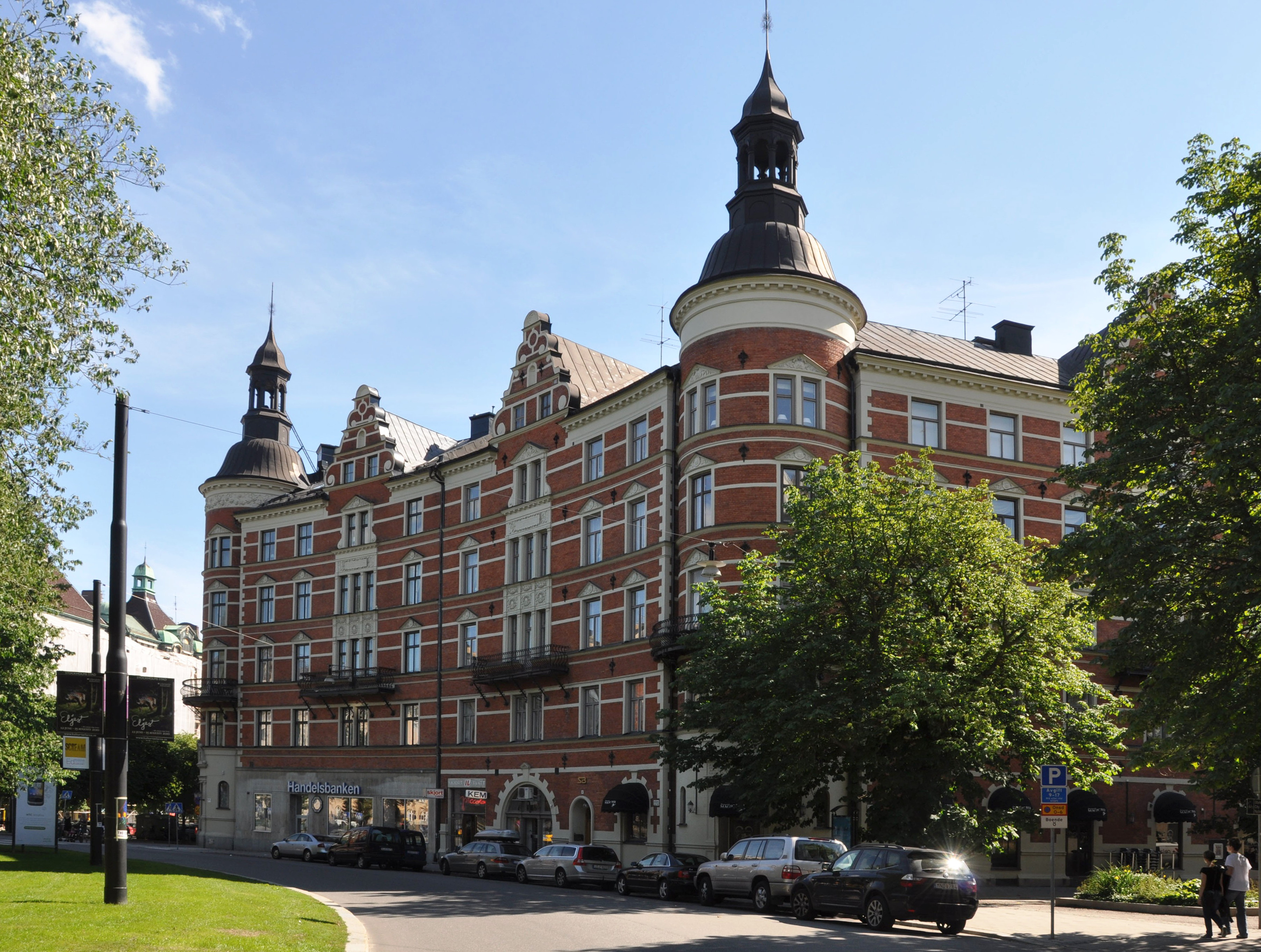
Karlaplan 6–8. (Harpan 24 och 25)